# Elezioni politiche suppletive in Francia del 2024
Le elezioni politiche suppletive francesi del 2024 sono le elezioni tenute in Francia nel corso del 2024 per eleggere deputati dell'assemblea nazionale dei collegi uninominali rimasti vacanti.

## Risultati

### 1º collegio delle Ardenne
Le elezioni politiche suppletive nel 1° collegio delle Ardenne si sono tenute il 1 dicembre per eleggere un deputato in seguito alle dimissioni di Flavien Termet per motivi di salute
Poiché nessuno candidato ha ottenuto la maggioranza dei voti al primo turno, è stato necessario procedere al ballottaggio l'8 dicembre.
| Partito                            | Partito                            | Candidato                          | Primo turno 1 dicembre | Primo turno 1 dicembre | Ballottaggio 8 dicembre | Ballottaggio 8 dicembre |
| Partito                            | Partito                            | Candidato                          | Voti                   | %                      | Voti                    | %                       |
| ---------------------------------- | ---------------------------------- | ---------------------------------- | ---------------------- | ---------------------- | ----------------------- | ----------------------- |
|                                    | ENS                                | Lionel Vuibert                     | 5 388                  | 25,43                  | 10 599                  | 50,89                   |
|                                    | RN                                 | Jordan Duflot                      | 8 290                  | 39,12                  | 10 227                  | 49,11                   |
|                                    | LR                                 | Guillaume Maréchal                 | 3 399                  | 16,04                  |                         |                         |
|                                    | PS                                 | Damien Lerouge                     | 2 254                  | 10,64                  |                         |                         |
|                                    | SE                                 | Rémy Talarico                      | 885                    | 4,18                   |                         |                         |
|                                    | CNIP                               | Bruno North                        | 292                    | 1,38                   |                         |                         |
|                                    | EÉÉ                                | Juliette de Causans                | 269                    | 1,27                   |                         |                         |
|                                    | EAC                                | Sonia d'Orgeville                  | 206                    | 0,97                   |                         |                         |
|                                    | LO                                 | Mink Takawé                        | 197                    | 0,93                   |                         |                         |
|                                    | SE                                 | Luca De Paris                      | 11                     | 0,05                   |                         |                         |
|                                    | SE                                 | Farouk Raphaël Sandassi            | 0                      | 0,00                   |                         |                         |
|                                    |                                    |                                    |                        |                        |                         |                         |
| Iscritti                           | Iscritti                           | Iscritti                           | 70 994                 | 100,00                 | 70 993                  | 100,00                  |
| ↳ Votanti (% su iscritti)          | ↳ Votanti (% su iscritti)          | ↳ Votanti (% su iscritti)          | 21 624                 | 30,46                  | 21 914                  | 30,87                   |
| ↳ Voti validi (% su votanti)       | ↳ Voti validi (% su votanti)       | ↳ Voti validi (% su votanti)       | 21 191                 | 98,00                  | 20 826                  | 95,04                   |
| ↳ Schede non valide (% su votanti) | ↳ Schede non valide (% su votanti) | ↳ Schede non valide (% su votanti) | 433                    | 2,00                   | 1 088                   | 4,96                    |
| ↳ Astenuti (% su iscritti)         | ↳ Astenuti (% su iscritti)         | ↳ Astenuti (% su iscritti)         | 49 370                 | 69,54                  | 49 079                  | 69,13                   |
|                                    |                                    |                                    |                        |                        |                         |                         |
|                                    | Esito: collegio passa da RN a ENS  |                                    |                        |                        |                         |                         |

## Riepilogo
| Data 1º turno | Ballottaggio | Circoscrizione | Collegio | Parlamentare uscente | Partito | Parlamentare eletto | Partito |
| ------------- | ------------ | -------------- | -------- | -------------------- | ------- | ------------------- | ------- |
| 1 dicembre    | 8 dicembre   | Ardenne        | 2°       | Flavien Termet       | RN      | Lionel Vuibert      | ENS     |